# Піраміда Цестія
Піраміда Цестія (італ. Piramide Cestia) — давньоримська гробниця у формі неправильної піраміди на пагорбі Авентині в Римі. Збудована поміж 18 і 12 до н. е. для Гая Цестія Епулона, римського претора.

## Будівля піраміди
Гробниця чудово збереглася, вона збудована з бетону та облицьована цеглою і мармуром. Висота її становить 36,4 метра, довжина квадратної основи — 30 метрів. Всередині піраміди знаходиться склеп завдовжки 5,95 м, завширшки 4,10 м і заввишки 4,80 м. Поруч на протестантському цвинтарі поховані поети Персі Біші Шеллі, Джон Кітс і художник Карл Брюллов. Піраміда своїм великим кутом нахилу найбільше нагадує нубійські піраміди в Мерое (нині Судан). Це дає можливість припустити, що Цестій брав участь у бойових діях римлян у тих краях у 23 році до н. е. В давнину могила була ретельно запечатана, що, однак, не завадило її розграбуванню в наступні роки. При будівництві Аврелієвого муру у 271—275 рр. піраміда була вбудована в нього як трикутний бастіон.

## Історичні перекази
Піраміда Цестія була не єдиною в Римі. Ще більша за розмірами споруда до XV ст. стояла у Ватикані (Цестієва і Ватиканська піраміди, є першими і останніми спробами в античному світі збудувати гладкостінні пірамідальні поховання поза єгипетсько-нубійською культурною областю). У середньовіччі вважалося, що в Цестієвій піраміді був похований Рем, а у Ватиканській піраміді — його брат Ромул. Про це, зокрема, писав Петрарка. Тільки в 1660-і рр. під час розкопок, зроблених за розпорядженням папи Олександра VII, був відкритий вхід у піраміду. Знайдені сліди фресок і мармурові написи на фундаментах статуй свідчать про обставини її зведення.
Гробниця тривалий час привертала увагу відвідувачів Рима. Особливо популярними були картини та гравюри з її зображенням. Чи не найвідоміше зображення належить Піранезі.
У 1999 році проведено останню реставрацію піраміди.

## Галерея

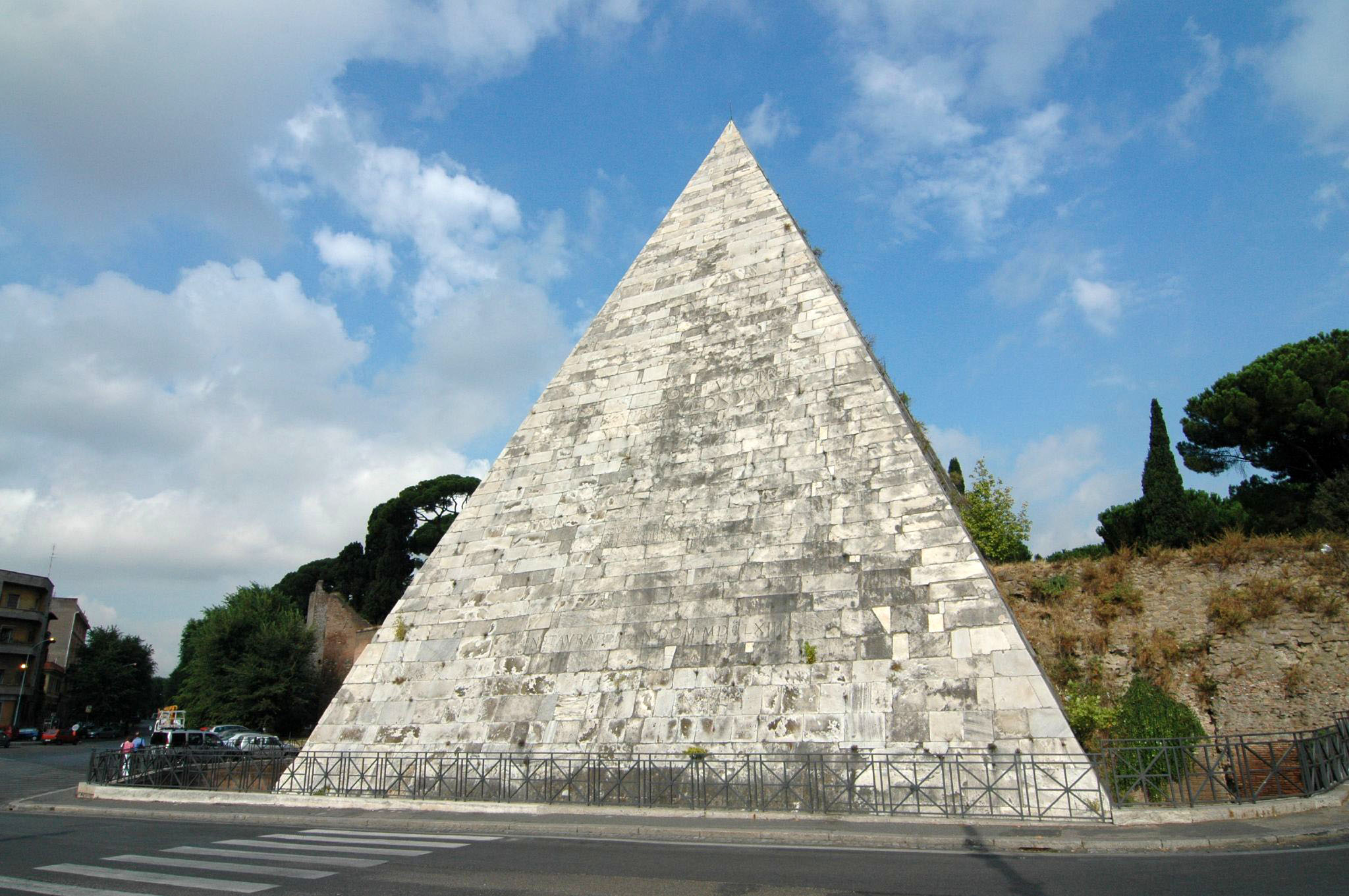
Піраміда Цестія в Авреліановому мурі
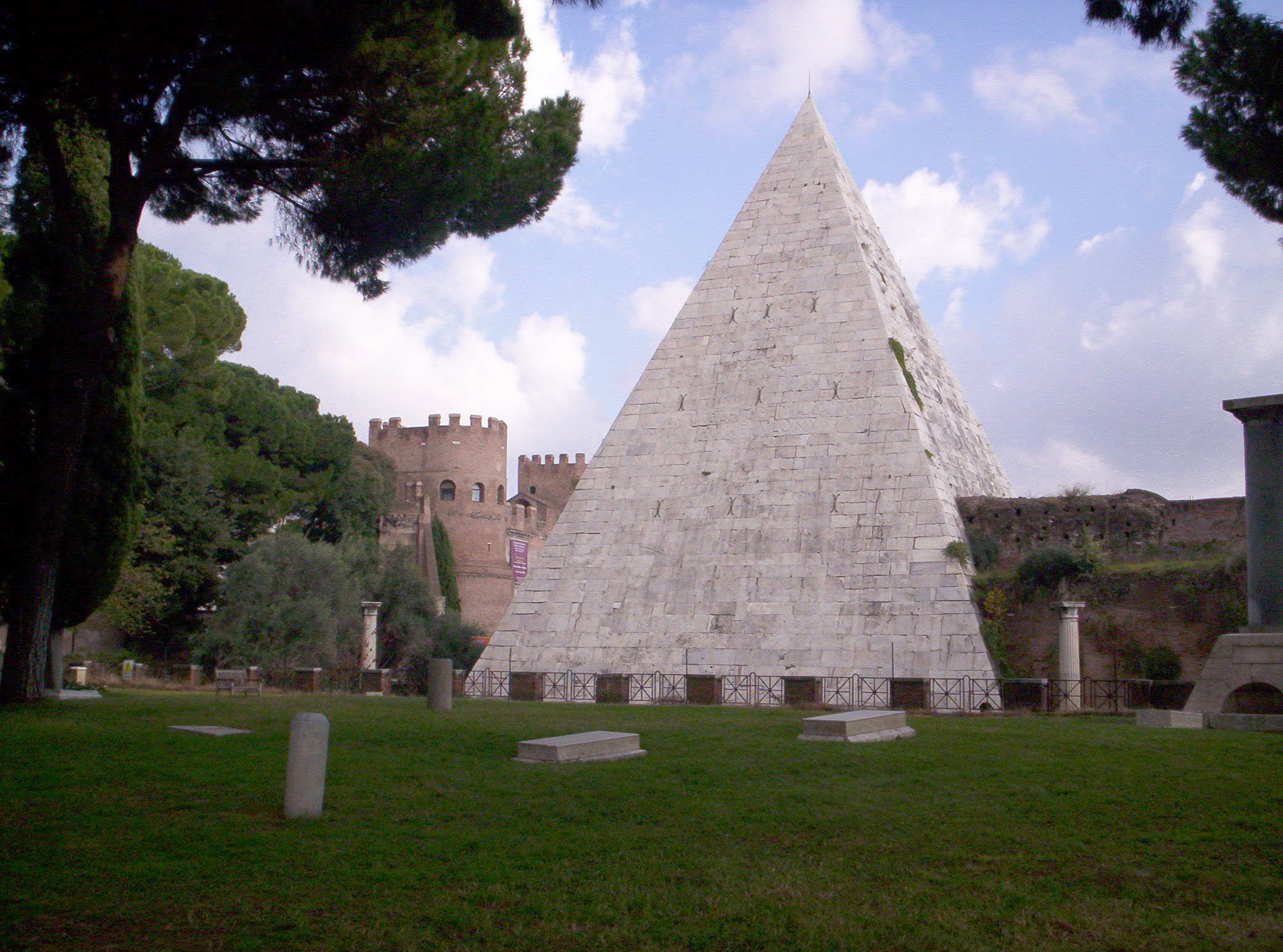
Вигляд з боку цвинтаря
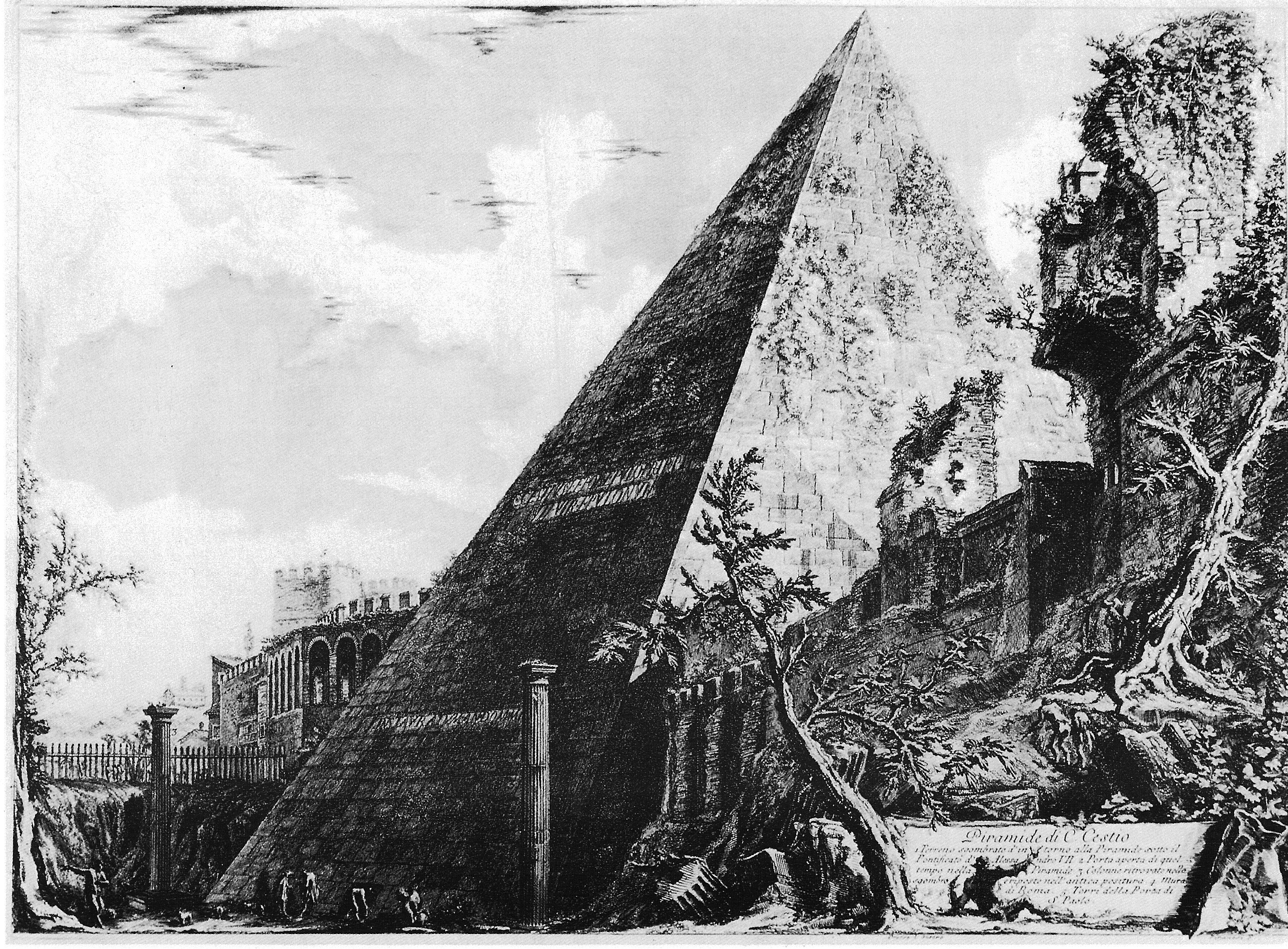
Ґравюра, Джованні Баттіста Піранезі
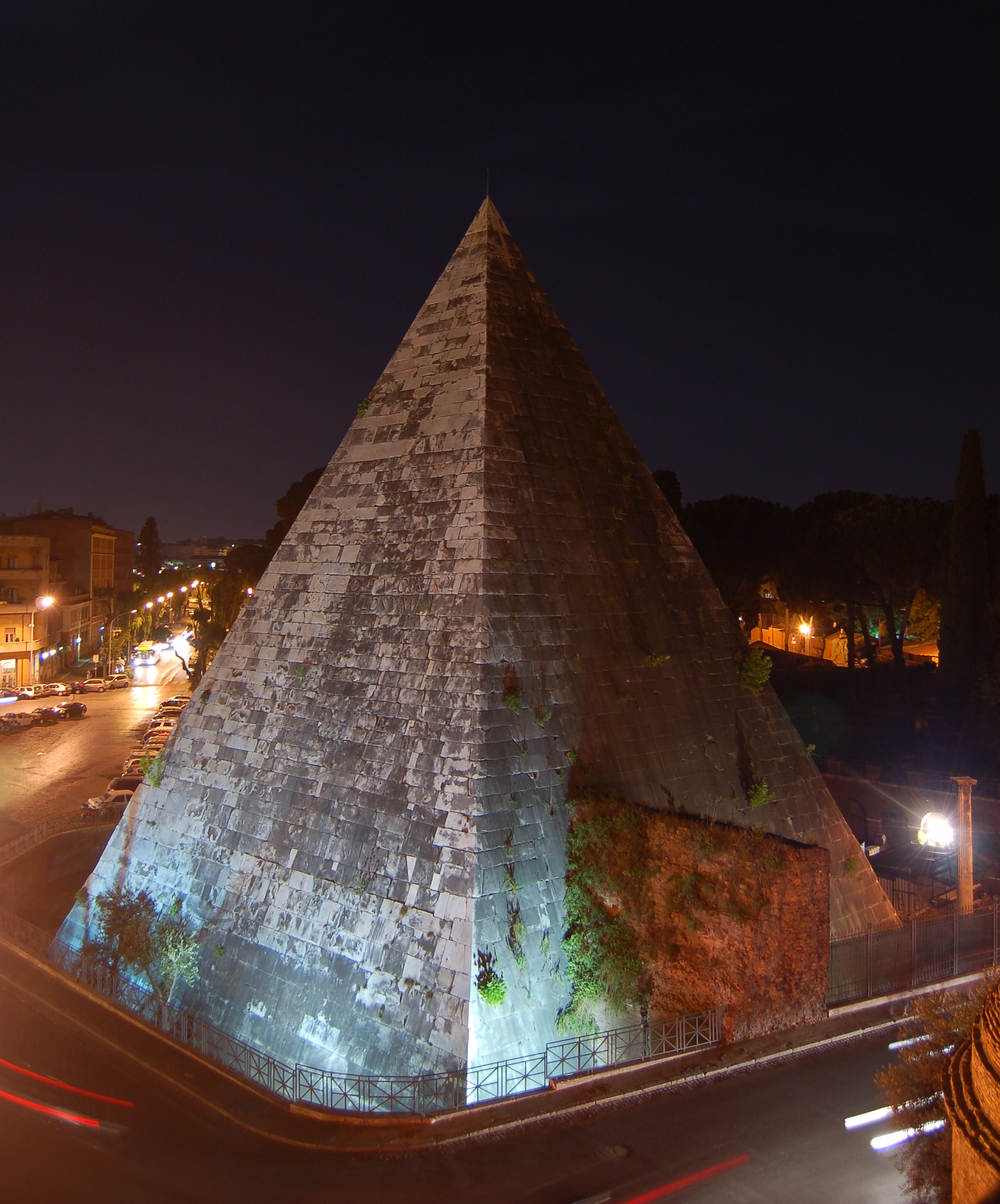
Уночі
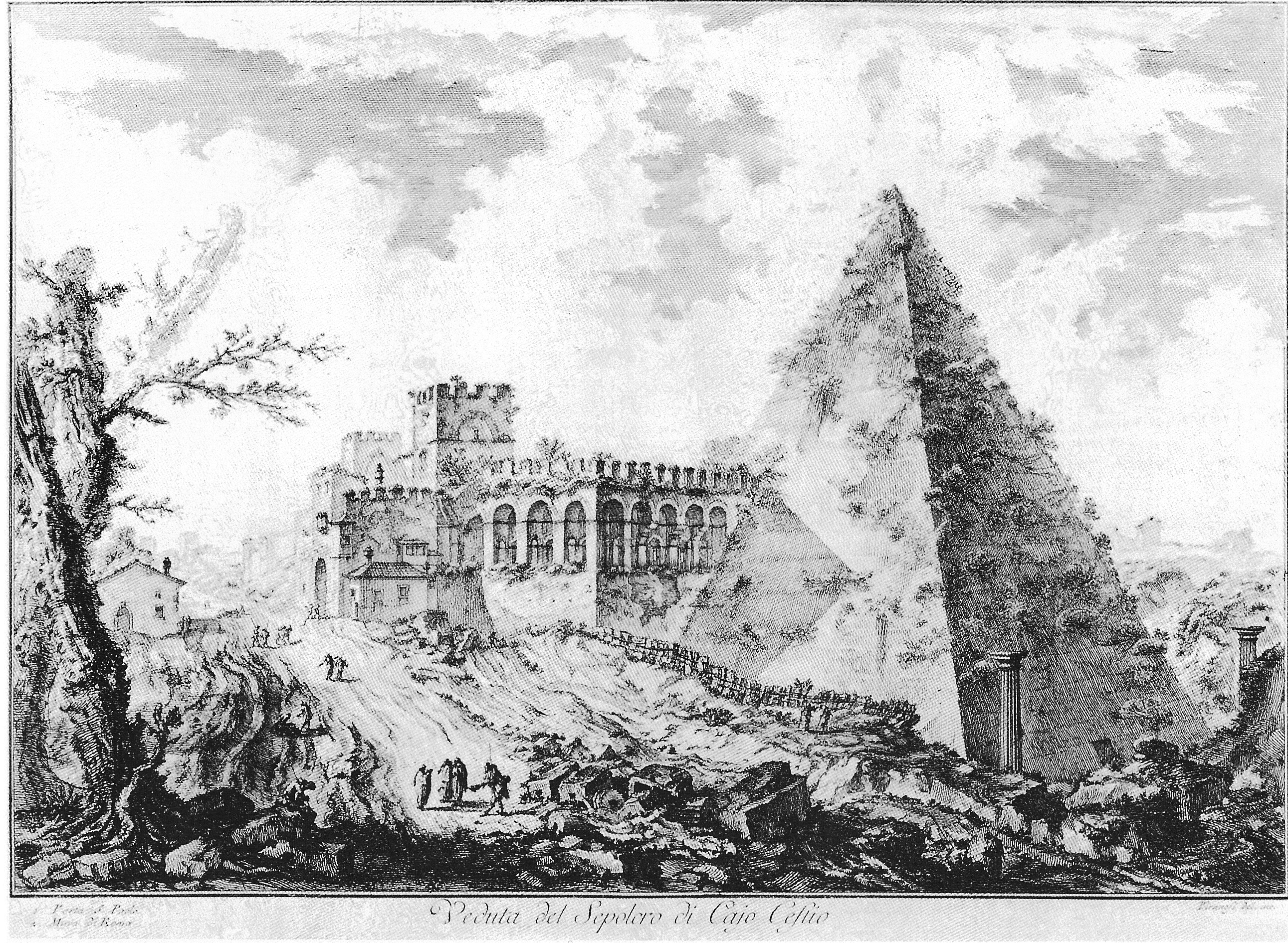
У XVII ст.